# Zarhipis integripennis
Zarhipis integripennis là một loài bọ cánh cứng trong họ Phengodidae. Loài này được LeConte miêu tả khoa học năm 1874.